# Heksomino (gra)

35 elementów heksamina

Heksomino — nazwa gry dominopochodnej (a właściwie rodziny gier) rozgrywanej przy użyciu zestawu 35 kamieni w kształcie prostokąta złożonego z sześciu kwadratów w układzie 2 × 3. Każdy z kwadratów może zawierać kropkę lub nie. W zestawie występuje jeden raz każda możliwa kombinacja kropek (odwrócenie kamienia do góry nogami jest uważane za tę samą kombinację).
Nazwa jest nieścisła w sensie terminologii matematycznej, gdzie heksomino oznacza zbiór wszystkich figur możliwych do ułożenia z sześciu kwadratów.